# Jarrett Stidham
Jarrett Ryan Stidham (Corbin, 8 agosto 1996) è un giocatore di football americano statunitense che milita nel ruolo di quarterback per i Denver Broncos della National Football League (NFL).

## Carriera universitaria
Stidham cominciò a giocare a football alla Stephenville High School a Stephenville in Texas dove si mise in evidenza come quarterback dual-threat (o running quarterback), ossia dotato anche di buone capacità di portare la palla con le corse. Nel 2014 aveva inizialmente scelto di andare alla Texas Tech University ma in seguito cambiò idea scegliendo invece la Baylor University con i Bears che militano nella Big 12 Conference (Big-12) della Divisione I della Football Bowl Subdivision (FBS) della NCAA.

### Baylor
A Baylor Stidham iniziò la stagione 2015 come riserva giocando solo spezzoni di partite finché, a causa di un infortunio al collo occorso alla settima partita al quarterback titolare, divenne il partente dei Bears. Dopo tre partite però Stidham riportò un infortunio alla caviglia che gli fece terminare anzitempo la stagione. Nelle 10 partite giocate lanciò per 1.265 yard, 12 touchdown e due intercetti.
Sulla scia dello scandalo di abusi sessuali che vide coinvolti vari membri tra gli allenatori dei Bears e che portò al loro licenziamento, nonché per l'insoddisfazione di ricominciare la nuova stagione come riserva, il 7 luglio 2016 Stidham annunciò la sua volontà di trasferirsi in un altro istituto.

### Auburn
Stidham si trasferì prima al McLennan Community College dove non giocò a football, perdendo la stagione 2016, poi dal 2017 alla Auburn University con i Tigers impegnati nella Southeastern Conference (SEC) della Divisione I della FBS. Fu il quarterback titolare dei Tigers per le stagioni 2017 e 2018, giocando in 26 partite con 5.952 yard lanciate e 36 touchdown.
Il 4 dicembre 2018 Stidham annunciò di rinunciare all'ultimo anno a sua disposizione nel college football e si dichiarò eleggibile per il Draft NFL 2019.
| 2015   | Baylor | FBS Div. I | Big-12 | 10 | 3  | 75  | 109 | 68,8 | 1.265 | 11,6 | 81 | 12 | 2  | 199,0 | 36  | 70  | 1,9 | 16 | 2 |
| 2017   | Auburn | FBS Div. I | SEC    | 13 | 13 | 246 | 370 | 66,5 | 3.158 | 8,5  | 75 | 18 | 6  | 151,0 | 103 | 153 | 1,5 | 24 | 4 |
| 2018   | Auburn | FBS Div. I | SEC    | 13 | 13 | 224 | 369 | 60,7 | 2.794 | 7,6  | 76 | 18 | 5  | 137,7 | 72  | 1   | 0,1 | 18 | 3 |
| Totale | Totale | Totale     | Totale | 36 | 29 | 545 | 848 | 64,3 | 7.217 | 8,5  | 81 | 48 | 13 | 151,4 | 211 | 224 | 1,0 | 24 | 9 |

Fonte: Football Database
In grassetto i record personali in carriera

## Carriera

### New England Patriots
Stidham fu scelto nel corso del quarto giro (133º assoluto) del Draft NFL 2019 dai New England Patriots.

#### Stagione 2019
Al termine della preparazione estiva Stidham fu nominato secondo quarterback della squadra, riserva del veterano Tom Brady. Scelse come numero di maglia il 4, primo quarterback dei Patriots a scegliere tale numero.
Stidham debuttò come professionista il 22 settembre 2019 rilevando Tom Brady nel finale della gara del terzo turno contro i New York Jets completando 2 passaggi su 3 e subendo un intercetto. La sua prima stagione si chiuse con 3 presenze, nessuna delle quali come titolare.

#### Stagione 2020
Dopo l'addio di Brady ai Patriots nel marzo 2020 Stidham fu considerato come possibile nuovo quarterback titolare per la stagione 2020.
A luglio 2020 però i Patriots acquisirono Cam Newton.
Alla fine Stidham fu il terzo quarterback nelle gerarchie della squadra dietro a Newton e al veterano Brian Hoyer. Quando Newton fu trovato positivo al COVID-19 prima della gara del quarto turno contro i Kansas City Chiefs, Hoyer fu nominato titolare per la partita e Stidham suo secondo. Hoyer giocò male nel corso della gara e nel terzo quarto gli subentrò Stidham che lanciò il suo primo touchdown in carriera ma anche due intercetti nella sconfitta per 10-26. Nella partita della settimana 12, la vittoria 45-0 sui Los Angeles Chargers, Stidham subentrò a Newton all'inizio dell'ultimo quarto di gioco con la gara già sul punteggio di 35-0 e lanciò un touchdown da 38 yard.

#### Stagione 2021
Nel 2021 i Patriots svincolarono Newton e selezionarono al primo giro del draft Mac Jones che si impose come titolare durante la fase di allenamento estivo. Hoyer fu confermato come secondo mentre Stidham, che ebbe anche problemi alla schiena che richiesero un intervento chirurgico, come ulteriore riserva. La sua annata si chiuse senza presenze in gare ufficiali.

### Las Vegas Raiders

#### Stagione 2022
Il 13 maggio 2022 Stidham fu scambiato, insieme ad una scelta del settimo giro del Draft 2023, con i Las Vegas Raiders ricevendo in cambio i Patriots una scelta del sesto giro del medesimo draft. Stidham ritrovò a Las Vegas il capo-allenatore Josh McDaniels che era stato il coordinatore dell'attacco nei suoi tre anni con i Patriots.
Il 30 agosto 2022 Stidham fu nominato secondo quarterback della squadra dietro al titolare Derek Carr e fu l'unico altro quarterback inserito nel roster attivo.
Per i primi sedici turni fu la riserva di Carr, giocando solo l'ultimo drive nella sconfitta contro i New Orleans Saints sul risultato ormai irrecuperabile di 24-0. Il 28 dicembre 2022, a seguito di alcune prestazioni negative di Carr e con i Raiders ormai fuori dalla corsa ai play-off, Stidham fu nominato quarterback titolare per le ultime due gare della stagione. Nella prima gara come partente in carriera e contro la miglior difesa della NFL, quella dei San Francisco 49ers, passò 365 yard (un record per un quarterback dei Raiders al debutto da titolare che superò le 243 di Todd Marinovich nel 1991), 3 touchdown e 2 intercetti, con Las Vegas che uscì sconfitta solo ai tempi supplementari per 37-34.
Nella sua seconda gara da titolare, la sconfitta 13-31 contro i Kansas City Chiefs nell'ultimo turno, Stidham fu meno produttivo con 22 completati su 36 lanci per 219 yard, 7 corse per 50 yard, un touchdown lanciato su Hunter Renfrow e un intercetto, subendo sei sack e due fumble di cui uno perso.

### Denver Broncos

#### Stagione 2023
Il 13 marzo 2023 Stidham firmó con i Denver Broncos un contratto biennale del valore di 10 milioni di dollari. Nelle ultime due gare della stagione fu nominato titolare al posto del veterano Russell Wilson.

#### Stagione 2024
Prima dell'avvio della stagione 2024 il capo-allenatore Sean Payton nominò il rookie Bo Nix quarterback titolare, con Stidham sua riserva davanti a Zach Wilson. Durante l'annata Stidham scese in campo solo in tre partite, giocando complessivamente 14 snap senza nessun passaggio all'attivo.

#### Stagione 2025
Il 10 marzo 2025 Stidham firmò un rinnovo biennale con i Broncos a 12 milioni di dollari, di cui 7 garantiti alla firma.

## Statistiche

### Stagione regolare
| Stagione | Stagione | Stagione | Stagione | Passaggi | Passaggi | Passaggi | Passaggi | Passaggi | Passaggi | Passaggi |      | Fumble | Fumble |
| Anno     | Squadra  | P        | PT       | Comp     | Ten      | %        | Yard     | TD       | Int      | RAT      | Fumb | Persi  |        |
| -------- | -------- | -------- | -------- | -------- | -------- | -------- | -------- | -------- | -------- | -------- | ---- | ------ | ------ |
| 2019     | NE       | 3        | 0        | 2        | 4        | 50,0     | 14       | 0        | 1        | 18,8     | 0    | 0      |        |
| 2020     | NE       | 5        | 0        | 22       | 44       | 50,0     | 256      | 2        | 3        | 54,7     | 0    | 0      |        |
| 2021     | NE       | 0        | 0        | 0        | 0        | 0,0      | 0        | 0        | 0        | 0,0      | 0    | 0      |        |
| 2022     | LV       | 5        | 2        | 53       | 83       | 63,9     | 656      | 4        | 3        | 89,2     | 3    | 1      |        |
| 2023     | DEN      | 3        | 2        | 40       | 66       | 60,6     | 496      | 2        | 1        | 87,7     | 1    | 0      |        |
| 2024     | DEN      | 3        | 0        | 0        | 0        | 0,0      | 0        | 0        | 0        | 0,0      | 0    | 0      |        |
| Carriera | Carriera | 19       | 4        | 117      | 197      | 59,4     | 1 422    | 8        | 8        | 78,3     | 4    | 1      |        |

Fonte: Football DB
Statistiche aggiornate alla settimana 16 della stagione 2024